# Аеродром Талин
Аеродром „Ленарт Мери” Талин (ест. Lennart Meri Tallinna lennujaam, рус. Таллинский аэропорт имени Леннарта Мери) је међународни аеродром главног града Естоније, Талина на северу државе. Он је смештен свега 5 km југоисточно од средишта града. Додатак у називу - Ленарт Мери - је име првог председника савремене Естоније. 
Талински аеродром је авио-чвориште за неколико авио-превозника: „ЕрБалтик”, „Ерест”, „Никсер” и „СмартЛинкс ерлајнс Естонија”. 
Аеродром у Талину је суштински једина битнија ваздушна лука Естоније као мале државе. Једини други међународни аеродром у Тартуу је неупоредиво мањи. 2024. године кроз аеродром у Талину је прошло близу 3,5 милиона путника. 